# Jean Barbin
Pour les articles homonymes, voir Barbin.
 (février 2024).
La mise en forme du texte ne suit pas les recommandations de Wikipédia : il faut le « wikifier ».
Les points d'amélioration suivants sont les cas les plus fréquents :
- Les titres sont pré-formatés par le logiciel. Ils ne sont ni en capitales, ni en gras.
- Le texte ne doit pas être écrit en capitales (les noms de famille non plus), ni en gras, ni en italique, ni en « petit »…
- Le gras n'est utilisé que pour surligner le titre de l'article dans l'introduction, une seule fois.
- L'italique est rarement utilisé : mots en langue étrangère, titres d'œuvres, noms de bateaux, etc.
- Les citations ne sont pas en italique mais en corps de texte normal. Elles sont entourées par des guillemets français : « et ».
- Les listes à puces sont à éviter, des paragraphes rédigés étant largement préférés. Les tableaux sont à réserver à la présentation de données structurées (résultats, etc.).
- Les appels de note de bas de page (petits chiffres en exposant, introduits par l'outil «  Source ») sont à placer entre la fin de phrase et le point final[comme ça].
- Les liens internes (vers d'autres articles de Wikipédia) sont à choisir avec parcimonie. Créez des liens vers des articles approfondissant le sujet. Les termes génériques sans rapport avec le sujet sont à éviter, ainsi que les répétitions de liens vers un même terme.
- Les liens externes sont à placer uniquement dans une section « Liens externes », à la fin de l'article. Ces liens sont à choisir avec parcimonie suivant les règles définies. Si un lien sert de source à l'article, son insertion dans le texte est à faire par les notes de bas de page.
- La présentation des références doit suivre les conventions bibliographiques. Il est recommandé d'utiliser les modèles {{Ouvrage}}, {{Chapitre}}, {{Article}}, {{Lien web}} et/ou {{Bibliographie}}. Le mode d'édition visuel peut mettre en forme automatiquement les références.
- Insérer une infobox (cadre d'informations à droite) n'est pas obligatoire pour parachever la mise en page.

Pour une aide détaillée, merci de consulter Aide:Wikification.
Si vous pensez que ces points ont été résolus, vous pouvez retirer ce bandeau et améliorer la mise en forme d'un autre article.
 (février 2024).
Jean Barbin (1406 - 22 novembre 1469) est un grand bourgeois poitevin, riche seigneur de Touraine et du Poitou, rendu célèbre par sa carrière d'homme de loi notamment au service de Charles VII, et aussi par son mariage avec Françoise Gillier (+1478), avec qui il forme un couple influent.

## Biographie

### Carrière
On ne sait pas comment Jean Barbin commença sa carrière mais il semble qu'elle fut rapidement prometteuse puisqu'en 1429, soit à 23 ans, il est déjà avocat et possède en tant que seigneur la Tour Sybile et la Grange-Hocquet. Cette même année il rencontre Jeanne d'Arc alors qu'il séjourne à Poitiers : « Je m'y trouvois alors et c'est là que je fis sa connoissance », devait-il dire au procès de réhabilitation. Si Jean Barbin vit bien Jeanne d'Arc en 1429, pour certains historiens les sources montrent qu'il ne fait pas partie du jury lors du procès de réhabilitation de Jeanne d'Arc en 1451.
Jean Barbin est avocat criminel au Parlement de Poitiers dès 1430, puis il entre au Conseil de Charles VII et devient avocat général au Parlement de Paris en 1436. Fort en affaires, il négocie le rôle de viguier de Poitiers vers 1442. Homme influent et fidèle, il est mêlé aux plus grandes affaires du règne : examen et interrogatoire de Jeanne d'Arc à Poitiers en 1429, relations avec la Papauté, hommages des Ducs de Bretagne au Roi de France : Jean V à Chinon en 1445, Pierre II en 1450 à Montbazon, procès de Jean V d'Armagnac (ce grand seigneur avait épousé sa propre sœur et trahi le roi) en 1445, procès de Jacques Cœur en 1451-1452, procès en réhabilitation de Jeanne d'Arc en 1451, connexions avec la Papauté en participant à l'édit de 1453, conseil judiciaire de la reine Marie d'Anjou qui le portait en haute estime...

Le 14 mars 1445, il est au château de Chinon quand le duc de Bretagne, François Ier, vient rendre hommage au dauphin de France et Charles VII. Voici l'hommage rendu :
« Maître Jean Barbin, Conseiller et avocat du Roi nostre dit seigneur, requit instrument aux dits tabellion et notaire pour le Roy notre dit seigneur »

#### Procès de Jeanne d'Arc
Courant 1451, il reçoit congé pour avoir "déposé" au procès de réhabilitation de Jeanne d'Arc :
« A ce qui me semble, dit-il, Jeanne étoit bonne catholique et tout ce qui fut fait par elle étoit de Dieu. Ce qui me fait dire cela, c'est qu'en toutes choses elle étoit sans reproche, tant dans sa conversation que dans le boire et le manger et tout le reste »

#### Procès de Jacques Cœur
Début 1451, alors que Jean Barbin est installé depuis neuf mois près du roi, l'affaire Jacques Cœur éclate. Charles VII le désigne comme juge d'instruction et Jean Barbin reste neuf mois de plus au château de Lusignan le temps de réunir les pièces du procès. Il fera partie des décideurs du sort de l'accusé.

### Emprisonnement et mort
Jean Barbin, parfois plus royaliste que le roi dans son impartialité, tombe inévitablement en disgrâce à l'avènement du roi Louis XI. Il perd ses fonctions et puis, à la suite de Jacques Cœur, Fouquet, Semblançay, ses biens sont saisis et il est précipité en prison. Il est accusé « d'avoir pris de ceux qui avoient eu à besogner à lui plusieurs dons que l'on pourroit dire corromptables » et d'avoir diffamé Louis XI.
Le procès traine et sa famille demande la clémence du roi, laquelle est accordée du fait de son grand âge et la dégradation de sa santé. Il est gracié le 19 décembre 1463 en échange de 12.000 écus d'or. Son sens de la justice ne s'en trouve pas affecté puisque peu après il n'hésitera pas à poursuivre un cultivateur créancier.
Il meurt le 22 novembre 1469 et il est inhumé à l'église des Cordeliers de Poitiers.

### Famille

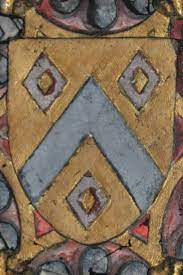
Armoiries de la famille Gillier visible sur la clef de voûte de la chapelle Gillier dans l'église Notre-Dame-la-grande de Poitiers, d'or au chevron brisé d'azur, accompagné de trois macles de gueules, et à trois autres endroits dans la chapelle privée

Jean Barbin est le fils de Colas Barbin, seigneur de Tourteville, capitaine de Montsoreau, qui aurait été maître des Requêtes sous le roi Jean II en 1360. Marié à Jeanne Baranger, il eut au moins quatre enfants : Blanc (dont le fils, Mathurin, décéda sans postérité en 1502), Robine (qui épousa Jean d'Oynville), Venotte (qui épousa en 1426 Pierre d'Argy, puis, en 1452 Renaud de Sorbiers) et Jean.
Jean Barbin épouse le 28 décembre 1432 Françoise Gillier (+1478). Couple influent, ils vont se démarquer et faire fortune. Originaire d'une famille de notables de Poitiers, elle est la petite-fille de Denis Gillier, maire de Poitiers et fille d'Etienne Gillier, sieur des Rosiers et de Jeanne Andrault dite Andrée. La famille Gillier est une célèbre famille poitevine d'humbles origines, anoblie en 1379, qui possédait les terres Gilliers (actuel parc Blossac) et sa chapelle privée dans l'église Notre-Dame-la-Grande de Poitiers (on voit toujours sur le mur extérieur les armoiries de la famille Gillier d'or au chevron brisé d'azur, accompagné de trois macles de gueules, et à trois autres endroits dans la chapelle privée).
Jean Barbin meurt sans postérité et nomme sa femme héritière de tous ses biens. Il laisse la terre de Puygarreau aux parents de cette dernière.

## Possessions
À 23 ans, Jean Barbin est seigneur de la Tour Sybile et de la Grange-Hocquet (aujourd'hui la Grange-Hacquet) à Sepmes, qui lui est donnée le 29 mars 1429 par Marguerite de Craon, dame de Montbazon.
"Tour-Sybile (la), f., Commune de Sepmes. On l'appelait aussi tour du Richou. Ancien fief, relevant du château de Sainte-Maure. A foi hommage lige et 45 jours de garde. En 1429, il appartenait à Jean Barbin, avocat au parlement; en 1450, à Mathurin Barbin, Éc., chambellan du roi; en 1470, à Jean d'Argy, Éc., décédé le 3 août 1505, et inhumé..."
Aussitôt après leur mariage les deux époux achètent le château de Puygarreau, décidés à en faire un haut lieu de la vie parlementaire de la région. En plus des biens qu'il possède déjà à Poitiers, sa femme Françoise Gillier lui apporte par un héritage de sa tante Agnès Bourde, veuve de Nicolas Gillier, les domaines de Pruniers et la Roche de Mérigné, dans le Montmorillonnais. Le couple possède de très nombreux domaines, moulins, hôtels, en Poitou et Touraine dont ils tirent profit.
"Don à Jean Barbin, aide de l'échansonnerie de Marguerite de France, dé 80 écus d'or à prendre sur le produit de la vente de l'office de mesureur du sel au magasin de Melun, vacant par la mort de Charles Ferrant. Argilly, 14 septembre 1546."
En Touraine, peu après être devenu propriétaire de la Tour-Sybile et de la Grange-Hocquet, vers 1429, Jean Barbin acquiert d'Huguet Muquetin le fief de Ports, qui domine la vallée de la Vienne. Le couple possède encore : l'hôtel et hébergement de Longueville (près de la Celle-St-Avant, acquit en 1436 auprès de Thibault Vallée), la seigneurie d'Ouzilly, la Gibeaudière à Chambourg, le fief de Pont à Genillé, le Plessis à Neuilly-le-Brignon, la Coussaie à Abilly, Verneuil-le-château, St-Genest, le moulin de Chantereine à Chanceaux (près de Loche), l'hôtel de Doignon en Loudunai. Un document de 1452 montre que Françoise Gillier réside au Puygarreau, laissant penser que Jean Barbin entretient principalement le château de Puygarreau et que ses autres propriétés sont secondaires.
- Château de Puygarreau

Quelques mois après leur mariage, Jean Barbin et Françoise Gillier achètent le 14 mars 1433 à Jean de la Leigne et sa femme Rose de Jaunay, le fief de Puygarreau qui dépend de la paroisse de Sossay, et sa baronnie dont les seigneuries de Louzil, Lescuré et Verneuil incluant de nombreuses terres. Il s'agit d'une importante baronnie, avec droit de haute et moyenne justice. En 1434, il est autorisé à fortifier le château de Puygarreau ; en 1442 le droit de guet et de garde sur les habitants du château et des basses-cours. Peu après, il achète le fief voisin de Bours et il échange la rente de cinq livres que lui doit le seigneur de Pouzioux, en la paroisse de Vellèches, contre la viguerie de Poitiers, « qui perçoit aux portes de la ville de nombreuses redevances (1 denier par cheval chargé de blé, sel ou poterie, 2 deniers par bête chargée de vin, 1 obole par passant portant un collier, etc.) [impossible d'ajouter la source 2]».
- Collège de Puygarreau

En 1478, Françoise Gillier, dame du Puygarreau, fonde un collège auquel elle donne le nom du premier château acquis avec son époux dans le but d'en faire un lieu d'influence (à cheval sur les communes de Sossais et Saint-Genest-d’Ambière). Devenue veuve en 1469, elle achète une maison dépendant de la paroisse Notre-Dame-la-Petite, afin d'y créer, le 7 avril 1478, le collège de Puygarreau,,.

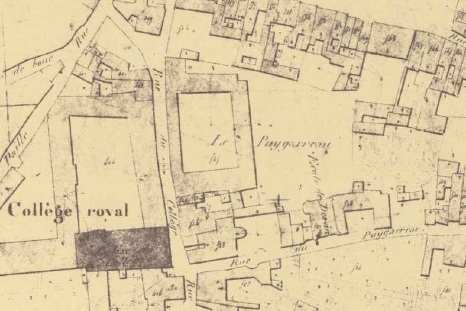
Poitiers, Archives départementales de la Vienne, Cadastre ancien, Poitiers, s. L, f. 2.

Lorsque les Jésuites s’installèrent à Poitiers, le collège du Puygarreau, fut réuni (définitivement en 1687) au collège Sainte-Marthe (futur lycée puis collège Henri IV) pour former le Collège Royal, qui accueillit, en particulier, les enfants des Nouveaux Convertis (anciens protestants). Il s'agit d'un collège universitaire, destiné à enseigner aux boursiers. Il compta parmi ses étudiants les premiers Ecossais de Saint-Andrews, tel Thomas Bicarton vers 1586-1588, mais aussi Jean-Louis Guez de Balzac (1597-1654) qui y reçu les affres du père Garasse.
Un souterrain fut créé pour relier les groupes de bâtiments. Quand celui-ci s'effondra il fut remplacé par une passerelle couverte. Les plans du collège du Puygarreau sont visibles sur le cadastre de 1837. Les bâtiments furent délaissés et vendus vers 1860. Dans la partie sud à l'arrière de l'actuelle mairie s’élevait jusqu’en 1870-1874 le chevet de la chapelle du Puygarreau. Seul bâtiment encore debout, elle servait alors d'école de dessin dirigée par les Hivonnait, père et fils, contemporains de Mérimée.
Il y avait un caveau sous la chapelle recueillant les sépultures des Gilliers et de leur descendance jusqu’au XVIIIe siècle. Les armes de la famille Gillier se trouvaient aussi sur la porte principale du collège du Puygarreau et sur la voûte de la chapelle du même collège.